# Башакшехир
Башакшехир (тур. Başakşehir) — район провинции Стамбул (Турция).

## История
Во времена Османской империи этот район назывался Азатлык. Именно здесь производился порох, который использовался османской армией в ходе боевых действий. Так как район был по преимуществу сельскохозяйственным, то позднее его переименовали в Реснели Чифтлиги («Поместье Реснели»), так как именно здесь находились владения лидера младотурецкой революции Ахмед Ниязи-бея, прозванного «Реснели».

## Достопримечательности
- Олимпийский стадион имени Ататюрка

Также планируется открыть новый Университет или факультет Стамбульского Университета.Также здесь базируется Истанбул Башакшехир